# Typhlacontias gracilis
Typhlacontias gracilis är en ödleart som beskrevs av  Roux 1907. Typhlacontias gracilis ingår i släktet Typhlacontias och familjen skinkar. Inga underarter finns listade i Catalogue of Life.